# Antoni Orleański (książę Galliery)

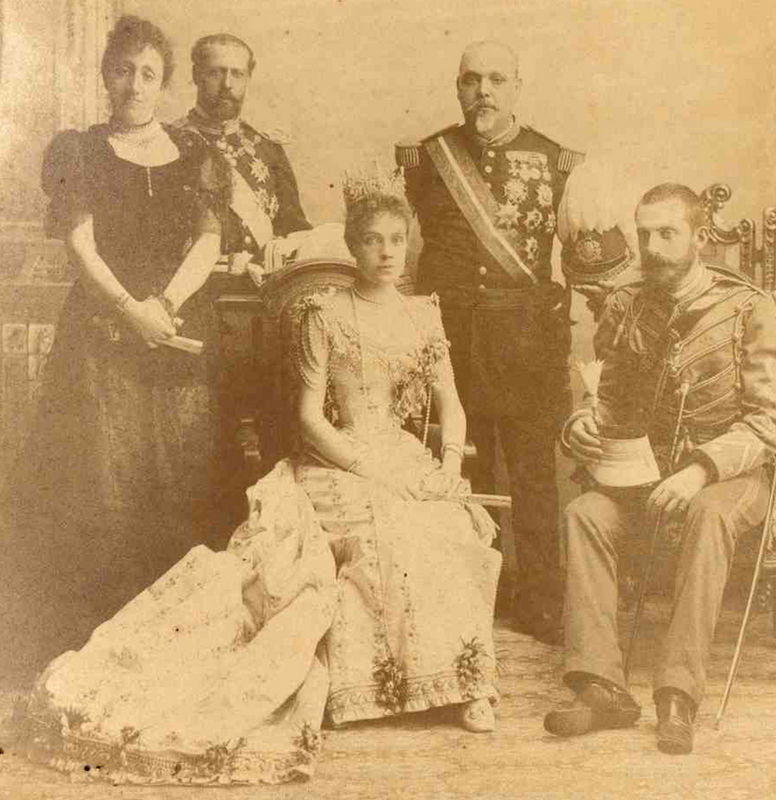
Infantka Eulalia (siedzi w centrum) i jej małżonek książę Galliera

Antoni Orleański, właśc. Antonio Maria Luis Felipe Juan Florencio de Orléans y Borbon (ur. 23 lutego 1866 w Sewilli, zm. 24 grudnia 1930 w Paryżu) – infant hiszpański, książę Galliery.

## Życiorys
Urodził się jako najmłodszy syn Antoniego Orleańskiego i Ludwiki Ferdynandy, ale jako jedyny dożył wieku dorosłego. Jego ojciec był najmłodszym synem króla Francuzów Ludwika Filipa I – księciem Francji i Montpensier. Jego matka była młodszą córką króla Hiszpanii Ferdynanda VII – infantką Hiszpanii i siostrą królowej Izabeli II.
Kiedy Antoni miał dwa lata w wyniku rewolucji jego ciotka została obalona, a cała jego rodzina musiała opuścić Hiszpanię. Rewolucja została częściowo sfinansowana przez ojca Antoniego, który w zamian za obietnicę wprowadzenia liberalnych reform miał nadzieję otrzymać tron po obalonej Izabeli II. Nic nie wyszło z jego planów, on sam również musiał uciekać z Hiszpanii. Młody Antoni wychowywał się zagranicą, aż w grudniu 1874 zamach stanu generała Arsenia Martíneza-Camposa przywrócił monarchię i wyniósł na tron Alfonsa II, syna Izabeli II. Kilka miesięcy po restauracji, rodzina Antoniego dostała zgodę na powrót do kraju i zamieszkała w sewilskim Palacio San Telmo. W 1878 król Alfons XII poślubił starszą siostrę Antoniego – Marię de las Mercedes i dwie gałęzie rodziny królewskiej na dobre się pogodziły.

## Małżeństwo
6 marca 1886 w Madrycie Antoni ożenił się ze swoją siostrą cioteczną – infantką Eulalią Hiszpańską, córką Izabeli II i siostrą Alfonsa XII. Para miała troje dzieci:
- infanta Alfonsa de Orleans y Borbón (1886–1975), księcia Galliery, męża Beatrycze z Saksonii-Coburga-Gothy
- infanta Ludwika Ferdynanda de Orleans y Borbón (1888–1945), męża Marie Say,
- infantkę Robertę de Orleans y Borbón (ur. i zm. 1890).

Dzięki temu małżeństwu Antoni znalazł się w bliskim otoczeniu króla. W 1892 towarzyszył żonie w podróży na Kubę i do Stanów Zjednoczonych z okazji 400. rocznicy odkrycia Ameryki przez Krzysztofa Kolumba. Małżeństwo Antoniego nie należało jednak do szczęśliwych i para rozstała się krótko po powrocie do Hiszpanii. Akt separacji podpisali 31 maja 1901 przez hiszpańskim konsulem generalnym w Paryżu.

## Książę Galliery
W 1895 król Włoch Umberto I nadał Antoniemu tytuł następcy księstwa Galliery. Księstwo to ojciec Antoniego odziedziczył w 1888, po śmierci Marii Brignole-Sale, ale dopiero teraz syn i następca Marii, Filip la Renotière von Ferrary (1850–1917), zrzekł się tytułu.
W 1900 Antoni poznał w londyńskim hotelu „Savoy” Marie-Louise Le Manac'h (1869–1949), wdowę po Simonie Guggenheimie (bracie Solomona Guggenheima), a o ich romansie mówiono w  Londynie, Paryżu i Sewilli. Przez lata książę prowadził wystawny tryb życia i trwonił rodzinną fortunę, podczas gdy jego była żona żyła w niedostatku. W 1919 musiał sprzedać swoje włoskie ziemie i został mu sam tytuł. Zmarł w Paryżu w biedzie. Jego szczątki pochowano w panteonie książąt hiszpańskich w Escorialu.